# Giulia Serviana Paolina
Giulia Serviana Paolina (latino: Iulia Serviana Paulina; 98/102 – prima del 136) è stata un'esponente della dinastia degli Antonini, imparentata con l'imperatore romano Adriano.
Giulia fu l'unica figlia del politico romano di origine iberica Lucio Giulio Urso Serviano e di Elia Domizia Paolina; suo zio materno era l'imperatore Adriano ed era imparentata anche con l'imperatrice Vibia Sabina. Nacque durante il regno di Traiano (98-117), suo cugino di terzo grado.
Prima della morte di Traiano, i genitori di Giulia la diedero in sposa ad un romano iberico, Gneo Pedanio Fusco Salinatore, di rango consolare: il senatore romano Plinio il Giovane inviò una lettera ai genitori degli sposi per felicitarsi del matrimonio. Nel 118 Paolina ebbe un figlio, omonimo del padre.
Morì prima del 136, assieme al marito.